# Шћекићи
Братство Шћекић са својим сродницима Раичевићима, Ојданићима, Љутићима, Петронијевићима, Јовковићима, Јовановићима и свим оним који воде поријекло од Шћекића, је одлучило да учини искорак у прошлост у циљу њеног расветљавања и у потпуности истражи своје поријекло, идентитет, постојање и данашње живљење.   
Братство Шћекића се убраја у најбројнија братства у Црној Гори. Родоначелник братства Шћекића, Шћек, у XVII вијеку досељава се из Пипера у мјесто Залоквица (Горња села), општина Беране, а одатле пресељава у Заград, гдје подиже велику и бројну фамилију. Како је братство расло, тако се и ширило, па сад Шћекића и Шћекових потомака има од Бијелог поља, преко Берана - подручје Горњег и Доњег Заостра, па све до Плава и Гусиња. 
Од 2010. године (када је постављено и спомен обиљежје родоначелнику Шћеку), Удружење братства Шћекића "Шћек" организује скуп братства у колијевку Шћекића на Залоквици, 8. августа - љетњи Петковдан. Како и многи братственици у Црној Гори и расејању, посједују осим дара и знања и много података везаних за родослов и поријекло Братства, и братстава које изводе своје поријекло од Шћекића.